# Bettina Schöndorf-Haubold
Bettina Schöndorf-Haubold (*  1972) ist eine deutsche Rechtswissenschaftlerin. Seit 2015 hat sie den Lehrstuhl für Öffentliches Recht an der Justus-Liebig-Universität Gießen inne.

## Werdegang
Nach dem Studium der Rechtswissenschaften von 1992 bis 1998 in Freiburg, Montpellier (Licence) und Heidelberg  legte sie ebenfalls 1998 ihr Erstes Juristisches Staatsexamen ab. Im selben Jahr begann sie eine Tätigkeit als wissenschaftliche Mitarbeiterin am Institut für deutsches und europäisches Verwaltungsrecht an der Universität Heidelberg bei Eberhard Schmidt-Aßmann, die bis zum Jahr 2001 andauerte. Von da an absolvierte sie ihren juristischen Vorbereitungsdienst in Rheinland-Pfalz sowie in  Frankenthal, Stuttgart und Luxemburg  beim wissenschaftlichen Dienst des EuGH.
Im Jahr 2003 promovierte Schöndorf-Haubold zum Thema „Die Strukturfonds der Europäischen Gemeinschaft – Rechtsformen und Verfahren europäischer Verbundverwaltung“ und legte im Jahr 2004 das zweite juristische Staatsexamen ab. Von 2004 bis 2010 war sie als wissenschaftliche Assistentin am Institut für deutsches und europäisches Verwaltungsrecht an der Universität Heidelberg tätig, außerdem erhielt sie im Jahr 2005/2006 einen Lehrauftrag an der Universität Cergy-Pontoise (Frankreich).
2009 und 2010 erhielt Schöndorf-Haubold ein Stipendium durch die Deutsche Forschungsgemeinschaft. Nachdem sie die Juniorprofessur für öffentliches Recht an der Universität Gießen vertrat, übernahm sie diese im Jahr 2010 vollends und behielt diese bis zu ihrer Habilitation im Jahr 2015. Noch im gleichen Jahr erhielt sie den Ruf auf den Lehrstuhl für öffentliches Recht an der Universität Gießen.

## Publikationen (Auswahl)

### Monographien
- Die Strukturfonds der Europäischen Gemeinschaft: Rechtsformen und Verfahren europäischer Verbundverwaltung. Beck, München  2005, ISBN 3-406-53566-6.
- Europäisches Sicherheitsverwaltungsrecht. Nomos, Baden-Baden 2010, ISBN 978-3-8329-5876-3.
- Das Recht auf Achtung des Privatlebens: Grundrechtsschutz in der Informationsgesellschaft. Beck, München 2020, ISBN 978-3-406-75047-2.

### Sammelwerke
- mit Oswald Jansen: The European Composite Administration. Intersentia, Cambridge u. a. 2011, ISBN 978-94-000-0098-8.
- mit E. Schmidt-Aßmann: Der Europäische Verwaltungsverbund: Formen und Verfahren der Verwaltungszusammenarbeit in der EU. Mohr, Tübingen 2005, ISBN 3-16-148612-9.

### Beiträge in Fachzeitschriften
- BGH: Schadensersatzansprüche bei Führerscheintourismus. (Anmerkung zu BGH Neue juristische Wochenschrift. Band 61, Nr. 49, 2008, S. 3558), LMK 2009, 273729.
- Internationale Sicherheitsverwaltung. In: H.-H. Trute, T. Gross, H. C. Röhl, C. Möllers (Hrsg.): Allgemeines Verwaltungsrecht – zur Tragfähigkeit eines Konzepts. 2008, ISBN 978-3-16-149651-6, S. 575 ff.
- Paradigmenwechsel in der Dogmatik der Warenverkehrsfreiheit. (Anmerkung zu den Schlussanträgen in der Rechtssache C-205/07). In: Zeitschrift für Gemeinschaftsprivatrecht. Band 5, Nr. 5, 2008, S. 237 ff.